# Лос Ибанез (Тексас)
Лос Ибанез (енгл. Los Ybanez) град је у америчкој савезној држави Тексас. По попису становништва из 2010. у њему је живело 19 становника.

## Демографија
Према попису становништва из 2010. у граду је живело 19 становника, што је 13 (40,6%) становника мање него 2000. године.
| Група             | 2000.      | 2010.      |
| Белци             | 6 (18,8%)  | 5 (26,3%)  |
| Афроамериканци    | 2 (6,3%)   | 0 (0,0%)   |
| Азијати           | 0 (0,0%)   | 0 (0,0%)   |
| Хиспаноамериканци | 24 (75,0%) | 14 (73,7%) |
| Укупно            | 32         | 19         |